# James Benford
James Nelson Benford (Mobile, 30 de enero de 1941) es un físico, científico de microondas de alta potencia (HPM), autor de libros, escritor de ciencia ficción y empresario estadounidense.Es mejor conocido por introducir conceptos tecnológicos novedosos y conjeturas relacionadas con la exploración del espacio exterior, entre ellas el diseño de barcos de vela impulsados por láser, el posible uso de objetos coorbitales (luna, asteroides) por sondas extraterrestres para espiar la Tierra, y la evaluación de cuestiones técnicas y de seguridad asociadas con la Búsqueda de Inteligencia Extraterrestre (SETI).

## Biografía

### Primeros años
Nació en Mobile, Alabama, el 30 de enero de 1941, al igual que su hermano gemelo, el autor de ciencia ficción Greg Benford. Se graduó con una licenciatura en física por la Universidad de Oklahoma en 1963. Además obtuvo una maestría (1966) y un doctorado (1969) por la Universidad de California en San Diego. Recibió becas del OU Club de Dallas para estudios de pregrado y de Aerojet General Corporation para estudios de posgrado.

### Carrera
Cuando todavía era estudiante de posgrado, publicó sus primeros artículos de investigación en el campo de la física del plasma. De 1969 a 1996 trabajó en Physics International (PI), inicialmente como físico investigador, luego avanzó a puestos ejecutivos y fundó su división HPMi en 1989, cuyos logros incluyeron desarrollando fuentes HPM avanzadas, construyendo una gran instalación experimental HPM, comenzando su línea de productos HPM, e implementando el programa ORION, un importante sistema HPM construido según una especificación de diseño que surgió en Reino Unido. En PI Benford publicó artículos de investigación sobre haces de partículas, fusión, potencia pulsada y HPM, magnetrón relativista y tecnología de oscilador de cátodo virtual (vircator).
En 1996 fundó Microwave Sciences, Inc., donde permanece como su presidente. En MS, sus intereses de investigación se han centrado en el diseño de sistemas HPM, las pruebas de efectos de HPM y la transmisión de energía para la propulsión espacial. Es líder y consultor en Breakthrough Starshot, un proyecto de investigación e ingeniería cuyo objetivo es enviar sondas a estrellas cercanas a largo plazo. Fue colaborador de la Enciclopedia de Física Aplicada, en el tema de Haces de Partículas Intensos. Ha impartido cursos de HPM en todo el mundo. Se pueden encontrar fácilmente vídeos que cubren su trabajo en Internet.
Es miembro de la Sociedad Estadounidense de Física. En IEEE ha sido miembro desde 1970 y miembro desde 1996. También es miembro EMP de la Fundación Summa de la Universidad de Nuevo México desde 1998.
Junto a su hermano Gregory Benford, fue coeditor de Void, un fanzine de ciencia ficción publicado de 1955 a 1969. Fue editor invitado del número especial sobre generación de microondas de alta potencia, IEEE Transactions on Plasma Sciences (vol 20, 1992) y revisor de artículos para varias revistas científicas, incluidas Physical Review Letters, IEEE Transactions in Plasma Sciences, Journal of Applied Física, Revista de la Sociedad Interplanetaria Británica y Cartas de Física Aplicada.

### Vida personal
Tiene dos hijos, el mayor es Dominic Benford, astrofísico y científico del programa del Telescopio Espacial Romano Nancy Grace.

## Publicaciones

### Trabajos de investigación
Ha publicado más de cien artículos de investigación en fuentes revisadas por pares. Sus artículos de investigación más citados son:
- Benford, J.; Sze, H.; Woo, W.; Smith, RR; Harteneck, B. (20 de febrero de 1989). "Bloqueo de fase de magnetrones relativistas". Cartas de revisión física . 62 (8): 969–971. doi :10.1103/PhysRevLett.62.969 [37]
- Benford, J.; Benford, G. (1997). "Estudio de acortamiento de pulso en fuentes de microondas de alta potencia". Transacciones IEEE sobre ciencia del plasma . 25 (2): 311–317. doi :10.1109/27.602505. ISSN 1939-9375.[38]
- Haworth, Doctor en Medicina; Baca, G.; Benford, J.; Englert, T.; Hackett, K.; Hendricks, KJ; Henley, D.; LaCour, M.; Lemke, RW; Precio, D.; Ralph, D. (1998). "Alargamiento significativo del pulso en un oscilador de línea de transmisión con aislamiento magnético de varios gigavatios". Transacciones IEEE sobre ciencia del plasma . 26 (3): 312–319. doi : 10.1109/27.700759. ISSN 1939-9375[39]
- Benford, James (2008). "Aplicaciones espaciales de microondas de alta potencia". Transacciones IEEE sobre ciencia del plasma . 36 (3): 569–581. doi :10.1109/TPS.2008.923760. ISSN 1939-9375.[40]
- Benford, James; Benford, Gregorio; Benford, Dominic (2010). "Mensajería con balizas interestelares de costes optimizados". Astrobiología . 10 (5): 475–490. doi :10.1089/ast.2009.0393. ISSN 1531-1074.[41]

### Ciencia ficción
Sus escritos de ciencia ficción más recientes son:
- Una crítica científica de Aurora, Stephen Baxter, James Benford y Joseph Miller, The New York Review of Science Fiction, pág. 12 de septiembre de 2015.[42]
- “Radiación de fuga de transmisión de energía como observable SETI”, James Benford y Dominic Benford, ApJ, pág. 825, 101 (2016).[43]
- “Ver tecnología alienígena”, James Benford y Dominic Benford, Analog, vol. CXXXVIII, pág. 40–44, mayo/junio (2018).

### Libros
- Benford, James; Benford, Gregory (2013). Starship Century: Toward the Grandest Horizon. Lucky Bat Books. ISBN 978-1-939051-29-5. OCLC 857646236.[44][45]
- Benford, James; Swegle, John A.; Schamiloglu, Edl (2019). High Power Microwaves (3rd edición). CRC Press. ISBN 978-0-367-87100-0. OCLC 1129817799. doi:10.1201/9781420012064. Cited 1727 times by 2022.[36]

### Patentes e invenciones
Ha recibido patentes de invención estadounidenses por: Sistema de inyección de haz de partículas (1974), y Sistemas y métodos para generar radiación de microondas de banda ancha de alta potencia mediante multiplicación de voltaje de capacitancia variable (2007). También inventó varios dispositivos HPM, incluido un Vircator de extracción lateral, un Vircator de cavidad. y una antena de bocina de vacío de alta potencia.